# Малий Бащелак
Малий Бащела́к (рос. Малый Бащелак) — село у складі Чаришського району Алтайського краю, Росія.

## Населення
Населення — 878 осіб (2010; 1142 у 2002).
Національний склад (станом на 2002 рік):
- росіяни — 94 %